# Taruik Fatudutun
Der Taruik Fatudutun (kurz Fatudutun) ist ein Berg in Osttimor mit einer Höhe von 188 m. Er liegt im Nordwesten der Aldeia Caco (Sucos Sanirin). Der kleine Gipfel liegt im Vorfeld mehrerer Berge nah der Küste der Sawusee im Westen von Sanirin mit dem Foho Lauleun (699 m) als höchsten Punkt. Südwestlich erheben sich aus der Küstenebene die kleinen Berge Taruik Bukulai Besar (120 m) und Taruik Bukulai Kecil (90 m). Westlich des Taruik Fatudutun liegt das Dorf Caco.